# Велоспорт на летних Олимпийских играх 1904 — 5 миль
Соревнования по велоспорту на дистанции 5 миль среди мужчин на летних Олимпийских играх 1904 прошли 5 августа. Приняли участие от девяти спортсменов из одной страны.

## Призёры
| Золото         | Серебро          | Бронза           |
| Чарльз Шли США | Джордж Уайли США | Артур Эндрюс США |

## Соревнование
| Место | Спортсмен                               | Результат  |
| ----- | --------------------------------------- | ---------- |
| 1     | Чарльз Шли (USA)                        | 13:08,2    |
| 2     | Джордж Уайли (USA)                      | Неизвестен |
| 3     | Артур Эндрюс (USA)                      | Неизвестен |
| 4     | Джулиус Шефер (USA)                     | Неизвестен |
| 5-?   | Несколько неизвестных спортсменов (USA) | Неизвестен |
| —     | Тедди Биллингтон (USA)                  | DNF        |
| —     | Оскар Гёрке (USA)                       | DNF        |
| —     | Бартон Даунинг (USA)                    | DNF        |
| —     | Маркус Харли (USA)                      | DNF        |
| —     | Джоэль Мак-Кри (USA)                    | DNF        |